# Коматц, Давид
Давид Коматц (нем. David Komatz; род. 10 декабря 1991, Айген, Штирия) — австрийский биатлонист, серебряный призёр чемпионата мира 2021 года в смешанной эстафете и чемпионата мира 2023 года в одиночной смешанной эстафете, чемпион и бронзовый призёр чемпионата Европы 2014 в эстафете и спринте соответственно.
Давид Коматц живёт в Айгене. До перехода в биатлон был лыжником.

## Карьера

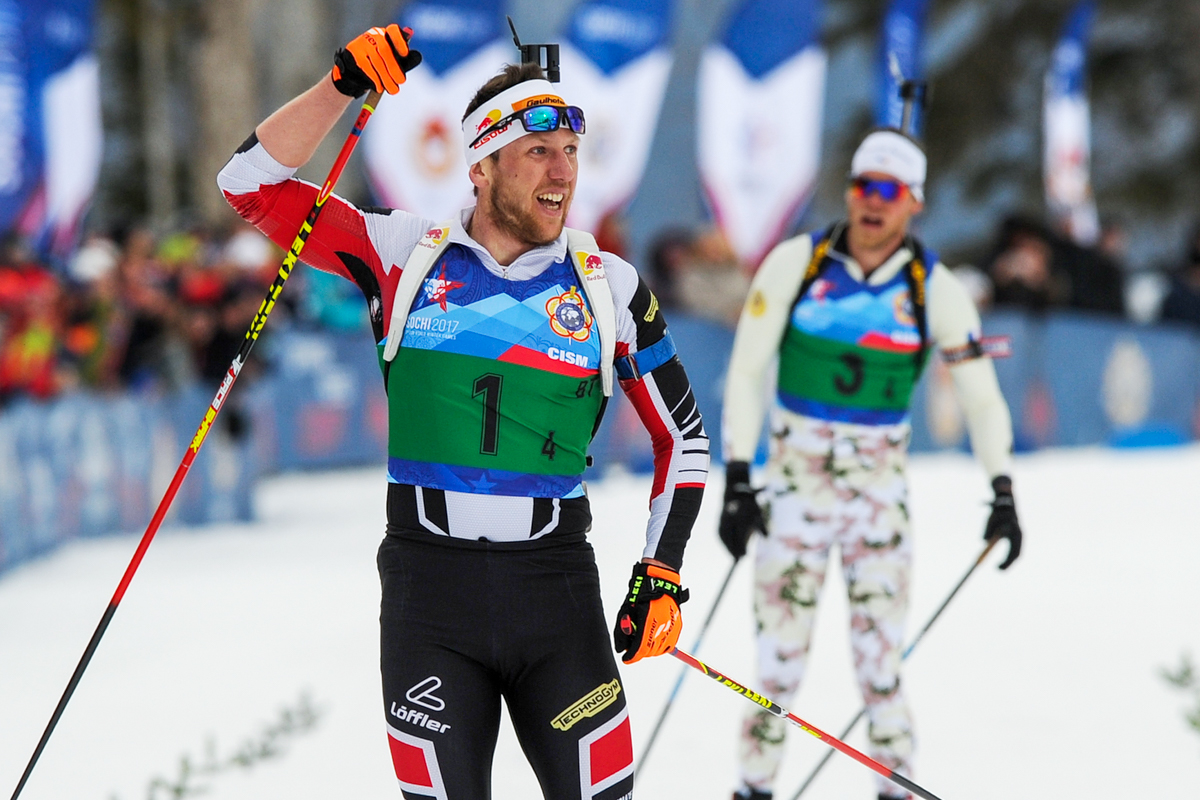
2017 год

На международных соревнованиях дебютировал на чемпионате мира среди юниоров в 2009 году в канадском Кэнморе.
С 2011 года постоянно выступал на чемпионатах Европы. Самым удачным стал чемпионат Европы в 2014 году в чешском Нове-Место, где он завоевал бронзу в спринте и золото в составе эстафетной команды.
Первое выступление на Кубке IBU состоялось в сезоне 2011/2012 года на этапе в Альтенберге в индивидуальной гонке, в которой он занял 19-е место. Лучшим результатом является третье место в спринте на этапе в Рупольдинге в сезоне 2013/2014.
Дебютировал в Кубке мира в сезоне 2013/2014 на этапе в немецком Оберхофе. В спринте финишировал 59-м, в гонке преследования — 56-м. В своей четвёртой гонке — спринте в Хольменколлене заработал первые очки, финишировав 16-м в спринте. В гонке преследования он занял 28-е место. Благодаря отказу Евгения Устюгова получил право стартовать в масс-старте. До последнего километра шёл в десятке лучших, но в итоге финишировал 12-м, показав свой лучший результат в карьере.
На Чемпионате Европы выиграл бронзовую медаль в спринте, финишировав с одинаковым временем с латышом Андреем Растргуевым, и стал чемпионом в эстафете вместе с Лоренцем Вегером, Михаэлем Райтером и Петером Бруннером.
После окончания сезона выступил на 52-м чемпионате мира среди военных в финском Соданкюля. В спринте финишировал 4-м. В команде вместе с Симоном Эдером и Свеном Гроссегером завоевал золотую медаль, опередив сборную Франции только на 1,3 секунды. В гонке патрулей вместе с Бернхардом Тричером, Симоном Эдером и Свеном Гроссегером выиграл серебро.

### Общий зачёт в Кубке мира
- 2013/14 — 56-е место
- 2014/15 — 74-е место
- 2015/16 — 82-е место
- 2016/17 — 84-е место
- 2020/21 — 32-е место